# Gelechia albisparsella
Gelechia albisparsella är en fjärilsart som beskrevs av Victor Toucey Chambers 1872. Gelechia albisparsella ingår i släktet Gelechia och familjen stävmalar. Inga underarter finns listade i Catalogue of Life.